# Dzwoneczek i tajemnica piratów
Dzwoneczek i tajemnica piratów (ang. The Pirate Fairy, 2014) – amerykański film animowany ze studia Walt Disney Animation Studios, będący kontynuacją filmu Dzwoneczek i sekret magicznych skrzydeł z 2012 roku.

## Obsada
- Mae Whitman – Dzwoneczek
- Lucy Liu – Mgiełka
- Raven-Symoné – Iridessa
- Megan Hilty – Różyczka
- Angela Bartys – Fawn
- Jesse McCartney – Terence
- Pamela Adlon – Vidia
- Jeff Bennett – Clank, Pan Smee, Fairy Gary
- Rob Paulsen – Bobble
- Christina Hendricks – Zarina
- Tom Hiddleston – James „Hook”
- Jim Cummings – Port
- Mick Wingert – Starboard
- Kevin Michael Richardson – Yang
- Grey DeLisle – Mc Fairy / Gliss
- Kari Wahlgren – Sweetpea / Sydney
- Jane Horrocks – Fairy Mary
- Anjelica Huston – królowa Klarion

## Wersja polska
W wersji polskiej udział wzięli:
- Małgorzata Socha – Zarina
- Przemysław Sadowski – James
- Natalia Rybicka – Dzwoneczek / Cynka
- Katarzyna Gołdoń-Glinka – Mgiełka
- Monika Dryl – Widia
- Kaja Paschalska – Iskierka
- Tamara Arciuch – Różyczka
- Maria Niklińska – Jelonka
- Paweł Szczesny – Wróż Gary
- Mirosław Wieprzewski – Oppenheimer
- Mikołaj Klimek – Yang
- Wojciech Słupiński – Kuśtyk
- Cezary Ilczyna – Szkorbut
- Michał Piela – Klank
- Łukasz Lewandowski – Pompon
- Katarzyna Żak – królowa Klarion
- Anna Seniuk – Wróżka Duszka
- Jacek Król – Bonito

W pozostałych rolach:
- Marcin Hycnar – Terencjo
- Magdalena Krylik
- Mieczysław Morański
- Anna Wodzyńska
- Anna Sztejner
- Agnieszka Fajlhauer
- Weronika Łukaszewska
- Paulina Sacharczuk
- Bartosz Martyna
- Grzegorz Żórawski

oraz:
- Joanna Węgrzynowska-Cybińska

i inni
Piosenki:
- „Sobą być”: Kari Amirian
- „Hej, Ho!”: Przemysław Sadowski, Jacek Król, Wojciech Słupiński, Cezary Ilczyna, Mikołaj Klimek, Mirosław Wieprzewski, Grzegorz Wilk, Daniel Wojsa
- „Sobą być” – repryza: Kari Amirian

Opracowanie wersji polskiej: SDI Media Polska

Reżyseria: Joanna Węgrzynowska-Cybińska

Dialogi polskie: Ewa Mart

Kierownictwo muzyczne: Agnieszka Tomicka

Teksty piosenek: Michał Wojnarowski

Kierownictwo produkcji: Beata Jankowska, Anita Ucińska

Dźwięk i montaż: Ilona Czech-Kłoczewska, Szymon Orfin

Zgranie polskiej wersji językowej: Shepperton International

Opieka artystyczna: Magdalena Dziemidowicz

Produkcja polskiej wersji językowej: Disney Character Voices International, Inc.
Lektor tytułu i napisów ekranowych: Przemysław Nikiel